# Henrik Dahlström (konstnär)
Jan Henrik Dahlström, född 13 mars 1976 i Karlshamn, är en svensk konstnär, verksam i Malmö.
Dahlström utbildade sig på Konstskolan i Kristianstad 1996–1997, Ölands konstskola 1997–1999 och avlade konstnärlig magisterexamen i fri konst vi Konsthögskolan i Malmö, där han studerade 1999–2004. År 2005 blev han av tidningen Bon, i nr 24, listad som en av tio unga lovande svenska konstnärer. En av hans målningar blev omslag till affisch och katalog till Konstmässan'05. Han hade samma år ett samarbete med Bon och Absolut Vodka. Dahlström hyr ateljé i Ateljéföreningen ADDOn.
Han har haft separatutställningar på Peep i Malmö 2004, Vikingsbergs Konsthall i Helsingborg 2006, Natalia Goldin Gallery i Stockholm 2007, W.I.P, Galleri Magnus Åklundh i Malmö 2008, 2010 och 2013 samt Galleri Ping-Pong i Malmö 2018 och 2023. Dessutom har han deltagit i samlingsutställningar.